# Pseudophilautus macropus
Espèce
Synonymes
- Ixalus macropus Günther, 1869 "1868"
- Philautus macropus (Günther, 1869)

Statut de conservation UICN

 CR B1ab(iii)+2ab(iii) : 
En danger critique
Pseudophilautus macropus est une espèce d'amphibiens de la famille des Rhacophoridae.

## Répartition
Cette espèce est endémique du Sri Lanka. Elle se rencontre dans les monts Knuckles entre 603 et 760 m d'altitude,.

## Description
Le spécimen décrit par Günther mesurait 37 mm. Son dos était brun marbré ; son ventre était blanc avec quelques taches au niveau du poitrail.

## Publication originale
- Günther, 1869 "1868" : First account of species of tailless batrachians added to the collection of the British Museum. Proceedings of the Zoological Society of London, vol. 1868, p. 478-490 (texte intégral).